# Matrice simplettica
In matematica, una matrice simplettica è una matrice {\displaystyle M} di dimensione {\displaystyle 2n\times 2n} (i cui elementi sono tipicamente reali o complessi) che soddisfa la condizione:
{\displaystyle M^{T}JM=J}
dove {\displaystyle M^{T}} indica la matrice trasposta di {\displaystyle M} e {\displaystyle J} è la matrice antisimmetrica {\displaystyle 2n\times 2n}:
{\displaystyle J={\begin{bmatrix}0&I_{n}\\-I_{n}&0\\\end{bmatrix}}}
Qui {\displaystyle I_{n}} è la matrice identità {\displaystyle n\times n}. Si noti che {\displaystyle J} ha determinante {\displaystyle +1} ed elevata al quadrato è l'opposto della matrice identità: {\displaystyle J^{2}=-I_{2n}}
Alcuni autori preferiscono usare una {\displaystyle J} differente per la definizione delle matrici simplettiche. L'unica proprietà essenziale è che {\displaystyle J} sia una matrice antisimmetrica non singolare. L'alternativa più comune è la forma a blocchi diagonali:
{\displaystyle J={\begin{bmatrix}{\begin{matrix}0&1\\-1&0\end{matrix}}&&0\\&\ddots &\\0&&{\begin{matrix}0&1\\-1&0\end{matrix}}\end{bmatrix}}}
Si noti che questa scelta si differenzia dalla precedente per una permutazione dei vettori della base. Infatti, ogni scelta di {\displaystyle J} può essere portata in una delle due forme precedenti con una differente scelta della base. Vedere la formulazione astratta più avanti nella sezione delle trasformazioni simplettiche.

## Proprietà
Ogni matrice simplettica ha un'inversa data da:
{\displaystyle M^{-1}=J^{-1}M^{T}J}
Inoltre, il prodotto di due matrici simplettiche è ancora una matrice simplettica. Questo fatto attribuisce all'insieme di tutte le matrici simplettiche la struttura di gruppo. Esiste una struttura naturale di varietà su questo gruppo che produce un gruppo di Lie (reale o complesso) chiamato gruppo simplettico. Il gruppo simplettico ha dimensione {\displaystyle n(2n+1)}.
Usando il teorema di Binet, segue immediatamente dalla definizione che il determinante di ogni matrice simplettica è {\displaystyle \pm 1}; più precisamente, si dimostra che vale {\displaystyle 1} attraverso l'uso del pfaffiano e dell'identità:
{\displaystyle {\mbox{Pf}}(M^{T}JM)=\det(M){\mbox{Pf}}(J)}
Poiché {\displaystyle M^{T}JM=J} e {\displaystyle {\mbox{Pf}}(J)\neq 0} si ha che {\displaystyle \det(M)=1}.
Sia {\displaystyle M} una matrice a blocchi {\displaystyle 2n\times 2n} data da:
{\displaystyle M={\begin{pmatrix}A&B\\C&D\end{pmatrix}}}
dove {\displaystyle A}, {\displaystyle B}, {\displaystyle C} e {\displaystyle D} sono matrici {\displaystyle n\times n}. Allora la condizione che {\displaystyle M} sia simplettica è equivalente alle condizioni:
{\displaystyle A^{T}D-C^{T}B=1\qquad A^{T}C=C^{T}A\qquad D^{T}B=B^{T}D}
Quando {\displaystyle n=1} queste condizioni si riducono alla singola condizione {\displaystyle \det(M)=1}. Quindi una matrice {\displaystyle 2\times 2} è simplettica se e solo se ha determinante unitario.

## Trasformazioni simplettiche
Nella formulazione astratta dell'algebra lineare, le matrici sono sostituite da trasformazioni lineari di spazi vettoriali a dimensioni finite. L'analogo astratto di una matrice simplettica è una trasformazione simplettica di uno spazio vettoriale simplettico. In breve, uno spazio vettoriale simplettico è uno spazio vettoriale {\displaystyle 2n}-dimensionale {\displaystyle V} dotato di una forma bilineare antisimmetrica non degenere {\displaystyle \omega }.
Una trasformazione simplettica è quindi una trasformazione lineare {\displaystyle f:V\to V} che preserva {\displaystyle \omega }, cioè:
{\displaystyle \omega (f(x),f(y))=\omega (x,y)}
Fissando una base per {\displaystyle V}, {\displaystyle \omega } può essere scritta come una matrice {\displaystyle J} e {\displaystyle f} come una matrice {\displaystyle M}. La condizione che {\displaystyle f} sia una trasformazione simplettica è proprio che {\displaystyle M} sia una matrice simplettica:
{\displaystyle M^{T}JM=J}
Effettuando un cambio di base, rappresentato da una matrice {\displaystyle A}, si ha:
{\displaystyle J\mapsto A^{T}JA\qquad M\mapsto A^{-1}MA.}
Si può sempre portare {\displaystyle J} in una delle due forme standard date nell'introduzione con una scelta opportuna di {\displaystyle A}.